# Krasopis
Kaligrafija (grčki: καλλιγραφία / kalligrafia; κάλλος / kallos = lijepo, γράφειν / grafein = pisati) ili krasopis umjetnost je lijepog pisanja rukom uz pomoć pera, kista, tinte ili nekog drugog pribora za pisanje. Osoba koja se bavi krasopisom zove se krasopisac ili kaligraf.
Poznato je da je službeni matematički font (kakav se koristi na matematičkim fakultetima) oblik kompjuterskog krasopisa.
Od 2021. godine na UNESCO.vom je popisu nematerijalne svjetske baštine.

## Uvod
Važnost kaligrafije u povijesti kulture ogromna je svuda gdje je prepisivanje svetih tekstova imalo samo po sebi duhovnu vrijednost: primjerice u islamu, gdje je bismillah najčešći kaligrafski oblik. U kineskoj i japanskoj kulturi pisanja kaligrafija je i danas vrlo važna i inspirativna. Važnije od čitljivosti je postizanje savršene estetske uravnoteženosti i pokazivanje osjećaja.
Mnogi kaligrafi ukazuju na meditativni karakter svog posla:
(Andreas Schenk).

## Zapadna kaligrafija
Iako je kaligrafija u Europi nakon početka novog doba značajno izgubila na važnosti, još živi kao oblik umjetnosti i kao hobi. Praktičnu primjenu ima još u oblikovanju nekih dokumenata, plakata ili upisivanja u neke knjige u određenim svečanim prigodama.
U cijeloj Europi postoje povijesna djela antičkih i srednjovjekovnih kaligrafa, koja su u više primjeraka nastajali u samostanima i vrlo su bogato opremljena s puno detalja (svečani kodeksi ili oslikani (iluminirani) rukopisi). Savršenstvo prepisivanja postignuto je kod poluuncijale, karolinškog i humanističkog pisma.
Nakon izuma tiska, kaligrafija se koristila kod pisanja svečanih službenih dokumenata (diploma, povelja i sl.). Krasopis se predavao u mnogim školama, za što je najvažniji udžbenik kaligrafa (krasopisca) i umjentika pisanja, Edwarda Johnstona, iz 1906. godine, Writing & Illuminating, & Lettering ("Pisanje i oslikavanje, te oblikovanje slova"). Njegova se kaligrafija i danas koristi u Londonskoj podzemnoj željeznici.

## Arapska kaligrafija
Arapski kaligrafi imaju višestoljetnu tradiciju. Zbog zabrane slika u Kuranu koristilo se kurzivno arapsko pismo u kaligrafskoj umjetnosti, čime su nastale slike od slova, tzv. kaligrami.
Naročiti oblik umjetničke arapske kaligrafije razvio se početkom 20. stoljeća u Osmanskom Carstvu.

## Turska kaligrafija
U turskom su pravu postojali nišandži koji su bili krasopisci. Vladareve su isprave prolazile njihovu redakturu. Imali su jednak status kao defterdari. Zajedno s kadijaskerima, bili su dijelom divana, vijeća velikog vezira.

## Hebrejska kaligrafija
Još od talmudskih vremena, osoba koja piše hebrejske tekstove naziva se sofer (naglasak na "e"). Zanimanje sofera iziskuje višegodišnje školovanje i unutar židovstva vrlo je cijenjeno. Biblijski tekstovi pišu se guščjim perom i tintom bez dodataka metala, a sofer je sam priprema. Podloga na kojoj se piše uvijek je posebno u tu svrhu ručno izrađen pergament. Hebrejski su tekstovi bez vokala, ali imaju posebne ukrase koji se opisuju kao "krunice". Tekstovi moraju biti pisani bez ijedne pogreške i vrlo točno. Sofer ne smije pisati napamet, nego mora svako pojedino slovo kopirati iz predloška.

## Istočnoazijska kaligrafija
Kaligrafija u Aziji, uglavnom na prostoru Kine i Japana (Koukai znanstvenik i umjetnik, poznati krasopisac iz 9.st.) ima još uvijek visoki položaj u društvenom i umjetničkom životu. Najčešće se za pisanje koristi kist, štapići tuša i kamen za tuš, na papiru. Prije samog pisanja, dio štapića tuša nariba se i u kamenoj posudi miješa s vodom ili vinom. Čin pisanja je danas najčešće impulzivan, što znakove čini teško čitljivim, ali zato utoliko izražajnijim.
Kaligrafska umjetnička djela ukrašavaju kao okomite pločice u paru i kao vodoravne pločice s imenima kineske vrtove. U organiziranju vrta gotovo su neizostavne i čine njegov značajan ukrasni element. To su često stihovi iz poznatih pjesama, kojima se naglašava posebnost okoline u koju se stavlja.